# 엘런 스왈로 리처즈
엘런 헨리에타 스왈로 리처즈(Ellen Henrietta Swallow Richards, 1842년 12월 3일 – 1911년 3월 30일)는 19세기 미국의 산업 및 안전 공학자, 환경 화학자이자 대학 교수이다. 리처드의 선구적인 위생 공학 연구와 국내 과학 실험 연구는 가정 경제학이라는 새 과학분야의 토대를 마련했다. 리처즈는 과학을 가정에 적용하는 가정 경제 운동의 창설자이자, 영양학 연구에 화학을 최초로 도입한 인물이다.
리처즈는 1862년 매사추세츠주에 설립된 두 번째 중등학교인 웨스트포드 아카데미를 졸업했으며, 매사추세츠 공과대학교에 입학한 최초의 여성이다. 1873년에 MIT를 졸업한 리처즈는 이후 MIT 최초의 여성 강사가 되었다. Richards는 미국에서 모든 과학 기술 학교에 합격한 최초의 여성이었으며, 1870년에 배서 칼리지에서 미국 여성으로서는 처음으로 화학 학위를 취득했다.
리처즈는 가정 내 여성의 일이 경제의 중요한 측면이라고 믿었던 최초의 에코페미니스트들 중 한 명이었으며, 실용주의적 여성주의자였다. 그러나 리처즈는 가정에서의 여성의 지위와 노동을 중시했던 가정주의적 여성상을 반대하지는 않았다.

## 같이 보기
- 가정학